# Albina (keresztnév)
Az Albina női név az Albin férfinév női párja.

## Gyakorisága
Az 1990-es években szórványosan fordult elő. A 2000-es és a 2010-es években sem szerepelt a 100 leggyakrabban adott női név között.
A teljes népességre vonatkozóan az Albina sem a 2000-es, sem a 2010-es években nem szerepelt a 100 leggyakrabban viselt női név között.

## Névnapok
március 1., június 22., december 16.

## Híres Albinák
„Albina” utónevű személyek szócikkeinek listája a Wikidata alapján